# La Musique du hasard
Pour l'adaptation au cinéma, voir La Musique du hasard (film).
La Musique du hasard (titre original : The Music of Chance) est un roman de Paul Auster publié en 1990.

## Résumé
Ce roman raconte l'histoire de Nashe, pompier américain divorcé, qui abandonne travail et foyer le jour où il hérite d'une petite fortune de son père méconnu. Avec le pécule, il décide d'acheter une voiture et de sillonner les États-Unis, jusqu'à ce qu'il ait dépensé son dernier dollar. Le hasard met un jour Jack sur sa route. Celui-ci s'avère un virtuose du poker. Rescapé d'une partie de cartes qui a dégénéré, il est momentanément ruiné et cherche l'argent nécessaire pour jouer la partie du siècle contre deux milliardaires excentriques. Nashe s'allie à lui, certain de gagner. Il mise tout son héritage pour finalement le perdre.
Pour rembourser leur dette, les deux héros acceptent de construire dans la propriété des aristocrates le mur immense qu'ils projetaient d'ériger. Retenus prisonniers, Nashe et Jack se ruent à la tâche avec assiduité. Au bout de quelques semaines, la réalisation du mur est presque achevée, mais les relations entre le couple de milliardaires et leurs prisonniers s'enveniment. Jack décide alors de s'enfuir. Peu après, Nashe le retrouve à demi-mort à la lisière de la propriété des aristocrates. Dès lors, la folie s'empare de Nashe : paranoïa, solitude, violence et idées de meurtre le précipitent dans une spirale désespérée.

## Adaptation
- 1993 : le film La Musique du hasard réalisé par Philip Haas